# Hargreaves (Mondkrater)
Hargreaves ist ein Einschlagkrater auf der Mondvorderseite, südwestlich des Mare Spumans, südöstlich des Kraters Webb und westlich von Maclaurin.
Der unregelmäßig geformte Krater überdeckt den südlichen Wall des Nebenkraters Maclaurin H.
Der Krater wurde 1979 von der IAU nach dem britischen Astronomen Frederick James Hargreaves offiziell benannt.